# Udo Bielenberg
Udo Bielenberg (* 29. April 1938 in Itzehoe, Provinz Schleswig-Holstein, Freistaat Preußen) ist ein deutscher Bauingenieur und niederdeutscher Autor.

## Leben
Der Sohn eines Bankkaufmanns besuchte ab 1944 die Volks- und anschließend die Realschule in Krempe. 1955 machte er ein Baupraktikum und studierte von 1957 bis 1959 an der Fachhochschule Kiel im Fachbereich Bauwesen in Eckernförde. Anschließend war er als Bauingenieur in Hameln, Gemünd in der Eifel und ab 1962 in Kiel. Von 1968 bis 1998 war er, bis zu seinem Ruhestand, selbständiger Bauingenieur in Schönkirchen bei Kiel.
Udo Bielenberg lebt heute mit seiner Frau sowohl in Eckernförde als auch in Schweden. In seiner Freizeit schreibt er überwiegend plattdeutsche Geschichten. Mit seinen zahlreichen Büchern hat er sich weit über die Grenzen Norddeutschlands hinaus einen Namen gemacht.

## Werke
- Marie un Johann, Bielenberg und Levsen, Schönkirchen 1981
- Riemels un Vertellen ut Masch un Geest, Bielenberg und Levsen, Schönkirchen 1982
- Dümmtög un Kreienschiet, Verlag Michael Jung, Kiel 1983
- Studentenöög und Schobernack mit Hermann Levsen, Verlag Michael Jung, Kiel 1985
- Hinne - dat Original mit Hermann Levsen, Verlag Michael Jung, Kiel 1986
- Musst di wunnern!: Allerlei Lüüd un ehr Geschichten mit Hermann Levsen, Verlag Michael Jung, Kiel 1987
- Von Buurn, Swien un anner Ort Lüüd mit Hermann Levsen, Verlag Michael Jung, Kiel 1988,
- Is doch wohr ... oder wat??? mit Hermann Levsen, Verlag Michael Jung, Kiel 1989, ISBN 3-923525-63-X
- Ick un du un all de annern ...  mit Hermann Levsen, Verlag Michael Jung, Kiel 1990, ISBN 3-923525-71-0
- Ut Pütt un Pann: Vertellen von Eten un Drinken mit Hermann Levsen, Verlag Michael Jung, Kiel 1991, ISBN 3-923525-78-8
- Wachtmeister Schütt op Spitzbovenfang mit Hermann Levsen, Verlag Michael Jung, Kiel 1992, ISBN 3-923525-88-5
- Wachtmeister Schütt op hitte Spoor mit Hermann Levsen, Verlag Michael Jung, Kiel 1993, ISBN 3-923525-95-8
- Wenn een op Reisen geiht ... mit Hermann Levsen, Verlag Michael Jung, Kiel 1994, ISBN 3-929596-04-0
- Wachtmeister Schütt ünner Spitzboven un Ganoven mit Hermann Levsen, Verlag Michael Jung, Kiel 1995, ISBN 3-929596-13-X
- Schiet an't Geld!, Verlag Michael Jung, Kiel 1996, ISBN 3-929596-28-8
- Wenn de Grogketel klötert ..., Verlag Michael Jung, Kiel 1997, ISBN 3-929596-45-8
- Wetten dat ...?, Verlag Michael Jung, Kiel 1998, ISBN 3-929596-57-1
- Klöönsnacken un Klookschieten, Verlag Michael Jung, Kiel 1999, ISBN 3-929596-72-5
- Wiehnachten... un'n beten mehr, Verlag Michael Jung, Kiel 2000, ISBN 3-929596-85-7
- Allns nich so eenfach!, Verlag Michael Jung, Kiel 2001, ISBN 3-89882-000-9
- Ede, smiet den Trecker an!, Verlag Michael Jung, Kiel 2002, ISBN 3-89882-014-9
- So as dat fröher weer!, Verlag Michael Jung, Kiel 2003, ISBN 3-89882-021-1
- Güstern so un morgen so..., Verlag Michael Jung, Kiel 2005, ISBN 3-89882-036-X
- Domools op´n Gootsherrnhoff: vergnööglich un opsternootsch, Verlag Michael Jung, Kiel 2006, ISBN 3-89882-061-0
- Op´n Trödelmarkt, Verlag Michael Jung, Kiel 2007, ISBN 978-3-89882-076-9
- Je öller ... je döller!: oolt warrn is keen Schann, Verlag Michael Jung, Kiel 2008, ISBN 978-3-89882-086-8
- Wat deit de Minsch, wenn he nix deit?, Verlag Michael Jung, Kiel 2009, ISBN 978-3-89882-097-4
- Dat vergnöögte Krankenhuus, Verlag Michael Jung, Kiel 2010, ISBN 978-3-89882-110-0
- Allerwegens snooksche Lüüd!: Minschen, de een nich vergitt, Verlag Michael Jung, Kiel 2011, ISBN 978-3-89882-118-6
- Von Fischerslüüd un Sprottenfang, Verlag Michael Jung, Kiel 2012, ISBN 978-3-89882-127-8
- Eerstens koomt dat anners ..., Verlag Michael Jung, Kiel 2012, ISBN 978-3-89882-124-7

## Tonträger
- Je öller ... je döller!: oolt warrn is keen Schann, Sprecher: Joachim Grabbe, Verlag Michael Jung, Kiel 2009
- Wenn dat Wiehnachten ward ..., Sprecher: Ludger Abeln, Lotte Brügmann-Eberhardt und Udo Bielenberg, Verlag Michael Jung, Kiel 2009
- Kieler Wiehnachtsgeschichten, Sprecher: Udo Bielenberg, Lotte Brügmann-Eberhardt und Eckart Ehlers,  Verlag Michael Jung, Kiel 2010